# Richard Sennett

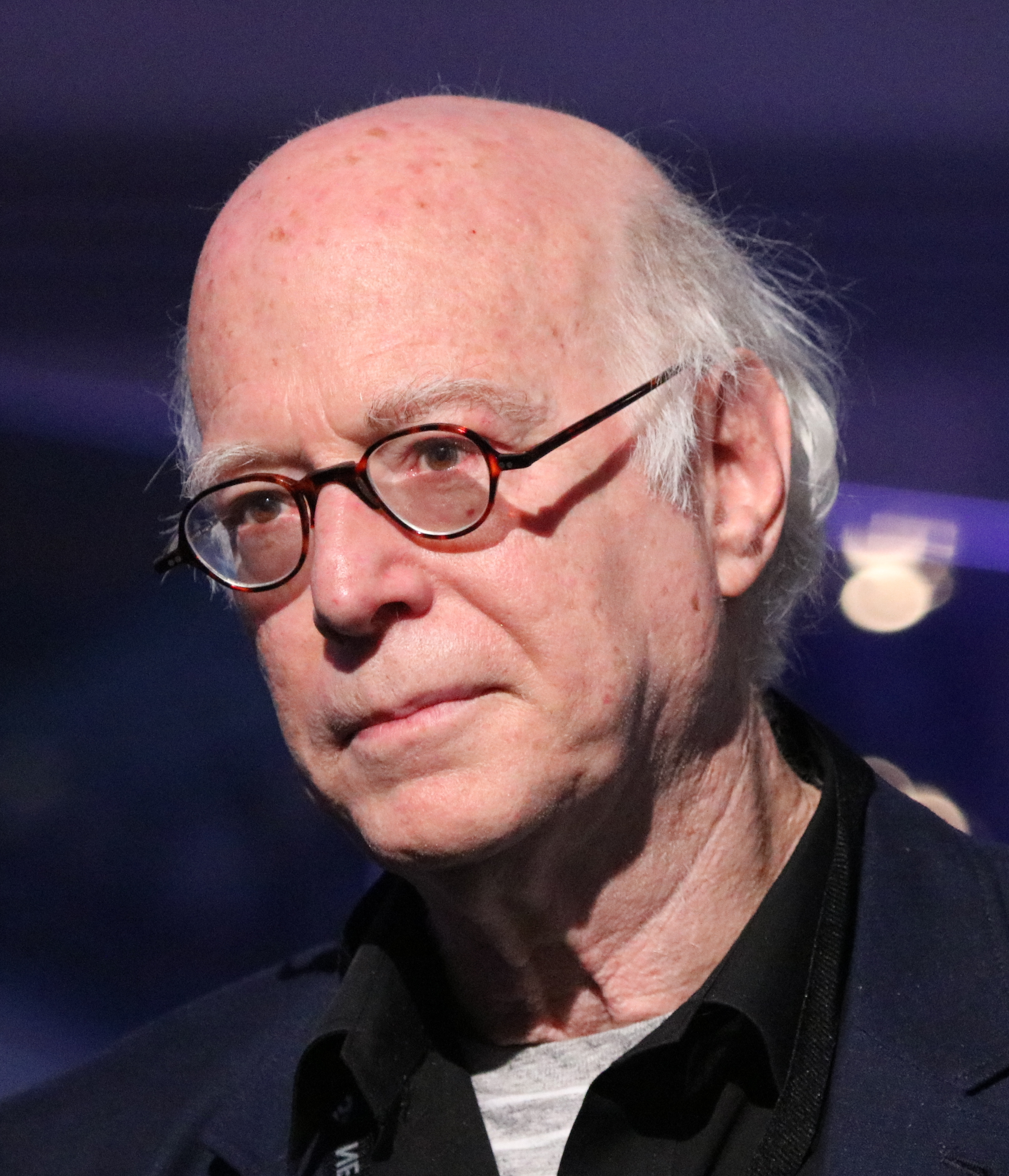
Richard Sennett bei der re:publica 2016

Richard Sennett (* 1. Januar 1943 in Chicago, Illinois) ist ein US-amerikanisch-britischer Soziologe.
Der Sohn russischer Einwanderer lehrt Soziologie und Geschichte an der New York University und der London School of Economics and Political Science. Seine Hauptforschungsgebiete sind Städte, Arbeit und die Kultursoziologie. Sennett ist verheiratet mit der Stadtsoziologin Saskia Sassen.
Richard Sennett wurde als Theoretiker und Historiker des städtischen Lebens bekannt. Seine Hauptthemen sind die Vereinzelung, Orientierungslosigkeit und Ohnmacht moderner Individuen, die Oberflächlichkeit und Instabilität zwischenmenschlicher Beziehungen sowie – vor diesem Hintergrund – die Ausübung von Herrschaft. Vor allem in seinen Frühwerken bleibt er Chicago, der Stadt seiner Kindheit, und den in ihr gemachten Erfahrungen stark verhaftet. Die hohe Aktualität seiner Themen und sein eingängiger, essayistischer Stil ließen seine Bücher zu Bestsellern avancieren.
Bekannt wurde Sennett mit seinem Buch Verfall und Ende des öffentlichen Lebens (1977). In seinem Werk Handwerk (2008) fordert er, in Abgrenzung zu den Arbeitsbedingungen des Finanzkapitalismus den Eigenwert der praktischen Arbeit wiederherzustellen und die Arbeitsumstände für die Menschen so zu gestalten, dass sie danach streben, ihre Tätigkeit möglichst gut zu verrichten. Handwerk ist das erste Buch einer Trilogie in einem Projekt von Sennett namens Homo faber. Darin geht es um den Menschen als „Macher“ von Dingen. Als zweiter Band erschien 2012 das Buch Zusammenarbeit: Was unsere Gesellschaft zusammenhält. Seine Thesen stehen stets in Zusammenhang mit der Religions- und Kunstgeschichte. Der christliche Begriff Agape als gemeinsames Mahl steht dabei sinnbildlich für ein gemeinsames Handeln.

## Leben

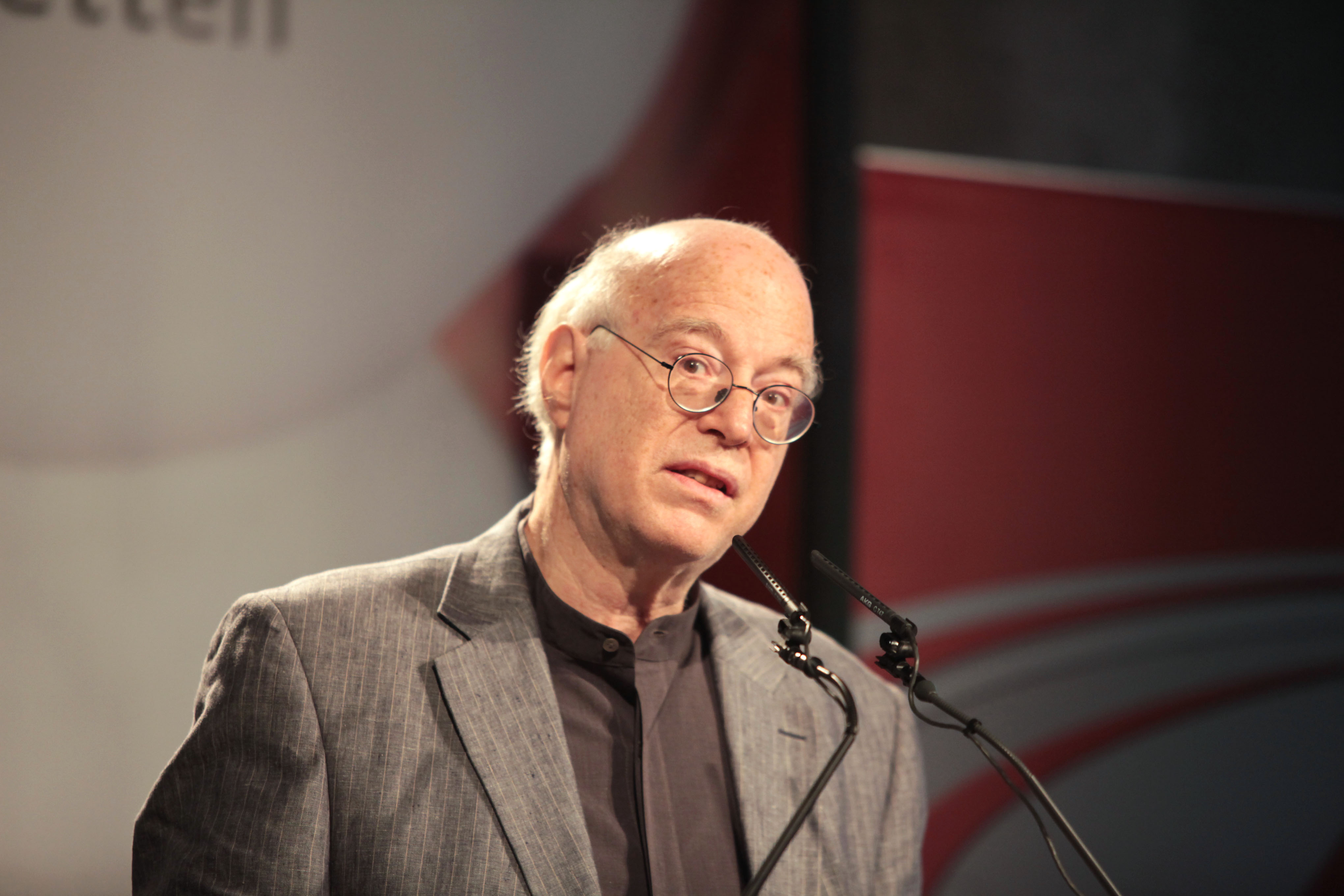
Richard Sennett (2010)

Richard Sennett wuchs in Cabrini Green, einem Armenviertel von Chicago, auf. Beide Eltern waren überzeugte Kommunisten. Der Vater, dem er nie begegnete, da dieser nach Richards Geburt floh, kämpfte im Spanischen Bürgerkrieg und machte sich später als Übersetzer von spanischen und katalanischen Gedichten einen Namen. Seine Mutter Dorothy verdiente als Sozialarbeiterin den Lebensunterhalt.
Sennett versuchte den sozialen Aufstieg aus dieser von ihm später als eng und bedrohlich beschriebenen Welt zunächst über die Musik. In jungen Jahren lernte er Cello, komponierte und hatte Erfolge bei öffentlichen Auftritten. Das Studium der Musikwissenschaften und des Violoncello in New York musste er 1962 aufgrund einer fehlgeschlagenen Operation an seiner linken Hand aufgeben. Daraufhin studierte er zunächst bei David Riesman und Erik Erikson in Chicago, dann bei Talcott Parsons an der Harvard University Soziologie und später Geschichte, u. a. bei Hannah Arendt.
Nach der Promotion 1969 forschte und lehrte er unter anderem in Harvard, Yale, Rom und Washington. Seit 1971 lehrt er als Professor für Geschichte und Soziologie an der New York University, wo er 1977–1984 das neu gegründete New York Institute for the Humanities leitete. 1999 kam eine Lehrtätigkeit als Centennial Professor für Sozial- und Kulturtheorie an der London School of Economics hinzu.
Da sein Hauptwohnsitz inzwischen London ist, wurde er 2016 britischer Staatsbürger.

## Werk

### Der flexible Mensch
In seinem Werk Der flexible Mensch (The Corrosion of Character), 1998, beschreibt Sennett die Auswirkungen des neuen Flexiblen Kapitalismus auf den Charakter. Durch die Flexibilisierung der Arbeitswelt verlieren Wertvorstellungen und Tugenden an Bedeutung: z. B. Treue, Verantwortungsbewusstsein und Arbeitsethos ebenso wie die Fähigkeit, auf sofortige Befriedigung von Wünschen zu verzichten und Ziele langfristig zu verfolgen. Gründe für diese Entwicklung sind für Sennett die Beschleunigung der Arbeitsorganisation, die stetig wachsenden Leistungsanforderungen, die zunehmende Unsicherheit der Arbeitsverhältnisse (Prekarisierung) sowie die Notwendigkeit, jederzeit aus beruflichen Gründen den Wohnort zu wechseln.
Auch auf der Makroebene konstatiert Sennett einen tiefgehenden Wandel. Er untersucht, nachdem er sich mit der Geschichte der Industriearbeit auseinandergesetzt hat, den Übergang vom ausgebildeten Industriekapitalismus, dem Fordismus, zu einem System der Flexiblen Spezialisierung. Beispielsweise wurde in der Automobilindustrie die Fließbandproduktion in einer Fabrik abgelöst von spezialisierten Produktions- und Zuliefererbetrieben, die ihren Standort und ihre Arbeitsabläufe ständig flexibel den Notwendigkeiten der globalisierten Wirtschaft anpassen. Strenge Hierarchien sind teilweise durch kleine ‚selbstverantwortliche Gruppen’ mit hohem Risiko abgelöst worden. Der Druck auf den Einzelnen, der sich auch in einem gewandelten Verständnis des Zeitbegriffs zeigt, steigt immens. Hinzu kommt eine engmaschige Überwachung der gesamten Produktionsprozesse – einschließlich der Arbeitenden – durch den Einsatz moderner Kommunikationsmittel. Zudem beschreibt Sennett einen Konflikt zwischen Werten, die Eltern ihren Kindern weitergeben möchten, und solchen, die deren Berufsleben bestimmen.
Im Alltag – hierin folgt Sennett Mark Granovetters Netzwerktheorie – gewinnen schwache Bindungen an Bedeutung, also flüchtige Formen von Gemeinsamkeit. Diese werden für die Menschen nützlicher als langfristige starke Verbindungen, die ihre Bedeutung verloren haben.
All dies trage zu einer Atmosphäre von Angst, Hilflosigkeit, Instabilität und Verunsicherung in weiten Teilen der Gesellschaft bei. Diese Instabilität und Verunsicherung lassen nach Sennett eine Ellenbogengesellschaft entstehen. Die Schere zwischen Arm und Reich werde größer. Die Mittelschichten werden ausgedünnt. Dort sei eine Polarisierung zwischen einer kleineren Gruppe von Profiteuren und einer großen Anzahl von Verlierern des neuen Systems zu beobachten.

### Die Kultur des neuen Kapitalismus
Die Kultur des neuen Kapitalismus (The Culture of the New Capitalism), 2005, ist die Fortsetzung seines Bestsellers Der flexible Mensch. Sennett geht es einmal mehr darum aufzuweisen, wie die neue Kultur, die von der New Economy der 1990er Jahre ausgeht, zu tiefgreifenden Veränderungen auf gesellschaftlicher, organisationaler und individueller Ebene führt. Seitdem übt, so Sennett, eine globale, ökonomische Elite moralischen und normativen Einfluss sowohl auf den Rest der Wirtschaft als auch auf die Politik und die gesamte Gesellschaft aus.
Im Mittelpunkt seiner Analyse stehen die Auswirkungen des „Neuen Kapitalismus“ auf die Struktur großer Unternehmen und auf die Anforderungen an Arbeitskräfte. Er konstatiert eine zunehmende Ähnlichkeit von Konsumverhalten und politischem Handeln.
Im ersten Kapitel beschreibt Sennett die Phase des „Sozialen Kapitalismus“. In dieser Phase, die etwa von 1870 bis 1970 dauerte, glichen Unternehmen mehr oder weniger militärischen Organisationen. Die Hierarchien und Anweisungsketten in diesen pyramidenförmigen Gebäuden waren klar. Der einzelne Mitarbeiter kannte seinen Platz in dieser bürokratieähnlichen Organisation, konnte aber kaum aus diesem „stahlharten Gehäuse“ (geprägt von Max Weber als „stahlhartes Gehäuse der Hörigkeit“; falsch übersetzt von Talcott Parsons als „iron cage“) ausbrechen. Zu dem Zeitpunkt, als diese Unternehmungen anfingen, sich für neue Management-Methoden, Fremdkapital und „ungeduldiges Kapital“ zu öffnen und neuartige Produktionstechnologien anzuwenden, hörte das stahlharte Gehäuse auf zu existieren. An seine Stelle traten international handelnde Konzerne mit flachen Hierarchien, die von ihren Mitarbeitern vor allem eines verlangen: Flexibilität.
Sennett spricht anschließend vom Einzug des „mp3-capitalism“, der Beliebigkeit und Schnelligkeit als Maxime habe. Es komme nicht mehr so sehr darauf an, dass ein Mensch ein Handwerk erlernt und schließlich gut beherrscht. Vielmehr erfordere der Neue Kapitalismus die Fähigkeit, sich ständig auf neue Gegebenheiten einstellen zu können.
Das Erziehungssystem produziert nach Ansicht Sennetts zu viele hochqualifizierte potenzielle Arbeitskräfte. Tatsächlich könnte nämlich die Wirtschaft mit einer kleinen Elite und der zunehmenden Automatisierung funktionieren. Etwa 30 Prozent der gesamten Arbeitskraft eines Industrielandes würden ausreichen, um die Ökonomie aufrechtzuerhalten. Bei den übrigen 70 Prozent stellt sich daher ein Bewusstsein über ihre Nutzlosigkeit ein. Der un- und unterbeschäftigte Teil der Bevölkerung, der in der Kultur des Neuen Kapitalismus marginalisiert wird, müsste laut Sennett, durch neuartige Beschäftigungsverhältnisse, vor allem im sozialen Bereich wieder „nützlich“ gemacht werden. „Talent und das Gespenst der Nutzlosigkeit“ sind die Themen des zweiten Kapitels.
Im dritten Kapitel zeigt Sennett auf, wie Politik sowohl auf der Angebotsseite als auch auf der Nachfrageseite zu einem Geschäft, zu einer Ware wird. Das Politik-Geschäft und seine Produkte (Wahlprogramme, Gesetze, Entscheidungen etc.) sind demzufolge von der Kultur des Neuen Kapitalismus durchdrungen. Auch hier geht es mehr um schnelle Entscheidungen als um Information und ausführliche Debatten. Die Bürger werden zu Politik-Konsumenten. Wie Markenartikel geben sich Parteien ein Image und machen Marketing, um prinzipielle Austauschbarkeit untereinander zu verschleiern.

## Schriften (Auswahl)
- Ein Abend mit Brahms. Benziger, Zürich 1985, ISBN 3-545-36396-1
- Autorität. Fischer TB, Frankfurt 1990, ISBN 3-596-10254-5; englisch: Authority. 1980
- Verfall und Ende des öffentlichen Lebens – Die Tyrannei der Intimität. Fischer TB, Frankfurt 1986, ISBN 3-596-27353-6, mehrere Aufl., zuletzt BVT, Berlin 2008, ISBN 3-8333-0594-0
- Civitas – Die Großstadt und die Kultur des Unterschieds. Fischer, Frankfurt 1991, ISBN 978-3-10-072504-2
- Fleisch und Stein. Berlin-Verlag, Berlin 1995, ISBN 3-8270-0030-0; englisch: Flesh and Stone: The Body and the City. 1994
- Der flexible Mensch – Die Kultur des neuen Kapitalismus. Berlin-Verlag, Berlin 1998, ISBN 3-442-75576-X[4]
- Respekt im Zeitalter der Ungleichheit. Berliner Taschenbuch-Verlag BVT, Berlin 2004, ISBN 3-8333-0074-4; englisch: Respect in a World of Inequality. Penguin, 2003, ISBN 0-393-32537-7
- Die Kultur des neuen Kapitalismus. Berlin-Verlag, Berlin 2005, ISBN 3-8270-0600-7 – dieses Buch beruht auf Vorlesungen des Autors im Rahmen der Castle Lectures in Ethics, Politics, and Economics an der Yale University im Sommer 2004; englisch: The Culture of the New Capitalism. Yale University Press, 2006, ISBN 0-300-10782-X[5]
- „Homo-Faber-Projekt“
  - Handwerk. Berlin-Verlag, Berlin 2008, ISBN 3-8270-0033-5[6]
  - Zusammenarbeit – Was unsere Gesellschaft zusammenhält. Berlin 2012, ISBN 3-446-24035-7; englisch: Together: The Rituals, Pleasures, and Politics of Cooperation. Yale, 2012, ISBN 0-300-11633-0
  - Die offene Stadt – Eine Ethik des Bauens und Bewohnens. Übersetzung von Michael Bischoff, Hanser, Berlin, München 2018, ISBN 978-3-446-25859-4; englisch: Building and Dwelling – Ethics for the City. Allen Lane, London 2018, ISBN 978-0-7139-9875-7
- Der darstellende Mensch. Kunst, Leben, Politik. Übersetzt von Michael Bischoff, Hanser Berlin, Hanser 2024, ISBN 978-3-446-28143-1.

## Ehrungen und Auszeichnungen
- 1996: Fellow der Royal Society of Literature
- 1996: Mitglied der American Academy of Arts and Sciences
- 1998: Premio Amalfi, europäischer Amalfi-Preis für Soziologie und Sozialwissenschaften
- 1999: Das politische Buch, Preis der Friedrich-Ebert-Stiftung
- 2001: Mitglied der Academia Europaea[7]
- 2006: Hegel-Preis der Stadt Stuttgart[8]
- 2008: Gerda Henkel Preis[9]
- 2008: Europäischer Handwerkspreis[10]
- 2009: Heinrich-Tessenow-Medaille[11]
- 2011: Jeanette Schocken Preis der Stadt Bremerhaven
- 2016: Prix européen de l’essai Charles Veillon für sein Werk Zusammenarbeit – Was unsere Gesellschaft zusammenhält
- 2018: Officer of the Order of the British Empire
- 2018: Mitglied der British Academy
- 2018: Bruno-Kreisky-Preis für das politische Buch – Preis für sein publizistisches Gesamtwerk[12]